# Estenopterigis

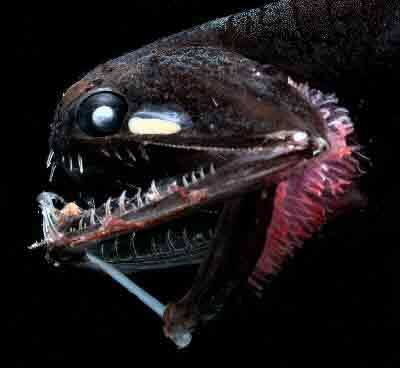
Cap del Photostomias guernei.

Els estenopterigis (Stenopterygii) són un superordre de peixos actinopterigis, que inclouen peixos abissals de formes generalment allargades i òrgans fosforescents, com Photostomias guernei.

## Classificació
Els superordre dels estenopterigis està format per 428 espècies, classificades en 2 ordres, 5 famílies i 56 gèneres:
- Ordre Ateleopodiformes
  - Família Ateleopodidae - (12 espècies)
    - Ateleopus
    - Guentherus
    - Ijimaia
    - Parateleopus
- Ordre Stomiiformes
  - Família Gonostomatidae - (34 espècies)
    - Bonapartia
    - Cyclothone
    - Diplophos
    - Gonostoma
    - Manducus
    - Margrethia
    - Sigmops
    - Triplophos

  - Família Phosichthyidae - (24 espècies)
    - Ichthyococcus
    - Phosichthys
    - Pollichthys
    - Polymetme
    - Vinciguerria
    - Woodsia
    - Yarrella

  - Família Sternoptychidae - (74 espècies)
    - Araiophos
    - Argyripnus
    - Argyropelecus
    - Danaphos
    - Maurolicus
    - Polyipnus
    - Sonoda
    - Sternoptyx
    - Thorophos
    - Valenciennellus

  - Família Stomiidae - (284 espècies)
    - Aristostomias
    - Astronesthes
    - Bathophilus
    - Borostomias
    - Chauliodus
    - Chirostomias
    - Echiostoma
    - Eupogonesthes
    - Eustomias
    - Flagellostomias
    - Grammatostomias
    - Heterophotus
    - Idiacanthus
    - Leptostomias
    - Malacosteus
    - Melanostomias
    - Neonesthes
    - Odontostomias
    - Opostomias
    - Pachystomias
    - Photonectes
    - Photostomias
    - Rhadinesthes
    - Stomias
    - Tactostoma
    - Thysanactis
    - Trigonolampa